# Zvěřínek

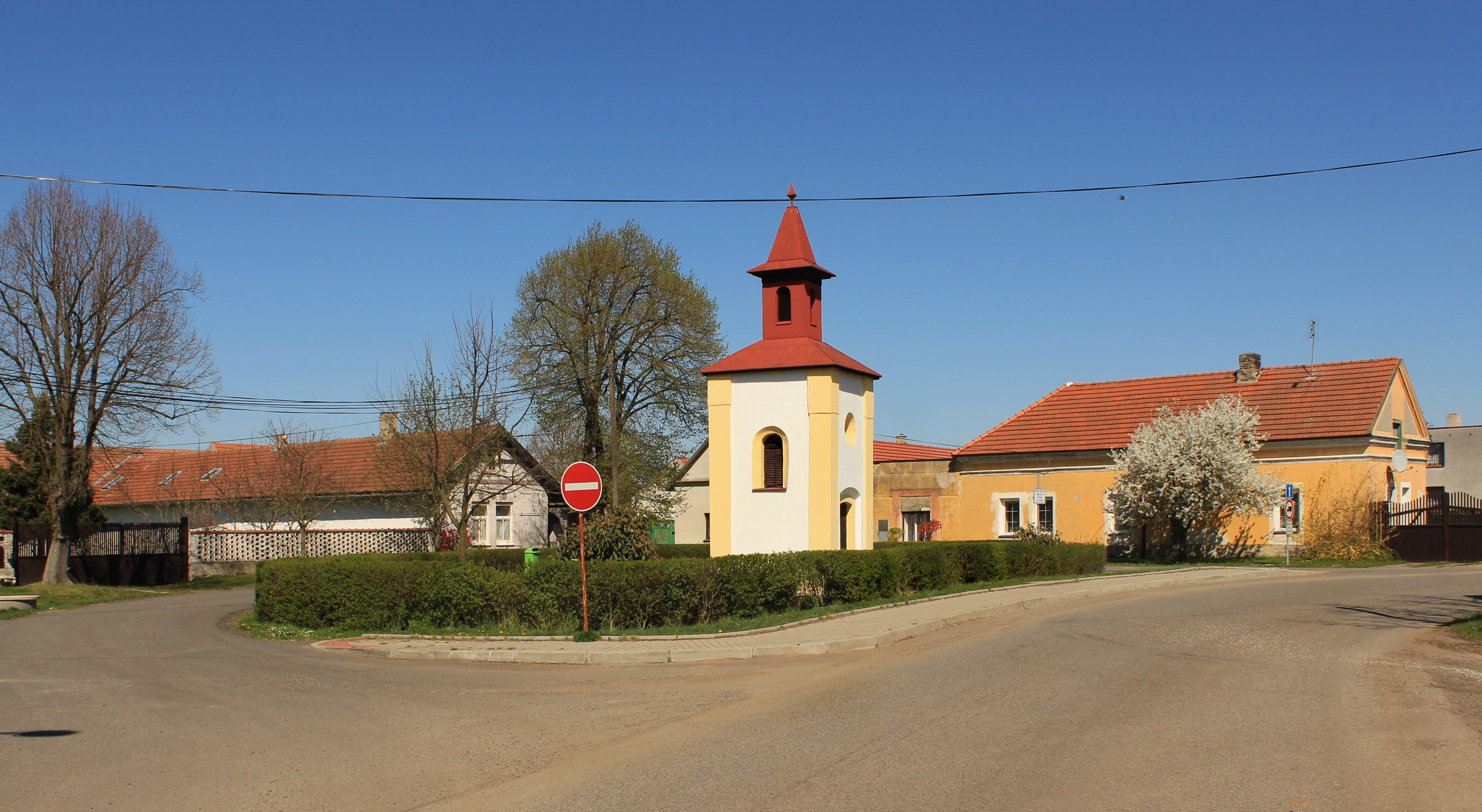
Das Dorfplatz

Zvěřínek (deutsch Zwerinek) ist eine Gemeinde in Tschechien. Sie liegt fünf Kilometer südwestlich von Nymburk und gehört zum Okres Nymburk.

## Geographie
Zvěřínek befindet sich an der Einmündung der Šembera in die Výrovka linkselbisch auf der Böhmischen Tafel. Nordwestlich liegt der Bory-Wald und im Westen ein zum See ausgebaggerter alter Elbmäander. Nördlich des Dorfes liegt das Werksgeländes der TEMAC a.s.
Nachbarorte sind Písty im Norden, Kopaník, Zálabí und Kovanice im Nordosten, Chvalovice und Hořátev im Osten, Písková Lhota im Südosten, Kostelní Lhota im Süden, Sadská im Südwesten sowie Hradištko und Doubrava im Nordwesten.

## Geschichte
Die erste schriftliche Erwähnung von Zvěřinec erfolgte im Jahre 1345, als Hynek von Žleb auf Poděbrady das Dorf zum Lehn erhielt. 1402 wurde Zvěřinec von den Truppen des ungarischen Königs Sigismund, die die gesamte Herrschaft Podiebrad heimsuchten, verwüstet. Friedrich von Dohna verkaufte 1525 Zvěřínek zusammen mit Písty, Milčice und den Höfen bei Sadská an die Stadt Nymburk. Wegen Beteiligung der Stadt am Ständeaufstand beschlagnahmte Ferdinand I. 1547 deren Güter und gab die Dörfer der Herrschaft Podiebrad zurück. Nachdem der Rat zu Nymburk vergeblich versucht hatte, das Dorf wiederzuerlangen, brach ein langwieriger Streit mit der Herrschaft Poděbrady um die Dörfer Písty, Hořátev und Zvěřínek sowie den Komárno-Wald aus. 1651 bestand Zvěřínek aus zehn Anwesen.
Nach der Aufhebung der Patrimonialherrschaft bildete Zvěřínek ab 1850 eine Gemeinde im Bezirk Poděbrady. Nach den Hochwassern von 1890 und 1891 erfolgte 1896 eine Regulierung der Výrovka und der Černavka (Šembera). Zwischen 1920 und 1921 wurde am Ortsausgang nach Nymburk anstelle einer seit 1909 bestehenden Ziegelei die Asbest- und Gummifabrik Asbestos errichtet. 1928 errichtete die Asbestfabrik eine neue Ziegelei. 1933 bestand Zvěřínek aus 65 Wohnhäusern. Seit 1949 gehört die Gemeinde zum Okres Nymburk. Zwischen 1980 und 1990 war Zvěřínek nach Sadská  eingemeindet.
In Zvěřínek ist die TEMAC a.s. ansässig, die Dichtungen produziert und aus der Asbestos hervorgegangen ist.

## Gemeindegliederung
Für die Gemeinde Zvěřínek sind keine Ortsteile ausgewiesen.

## Sehenswürdigkeiten
- Glockenturm auf dem alten Dorfanger, errichtet 1865.
- Düne bei Písty (Písečný přesyp u Píst), Naturdenkmal nordwestlich des Dorfes
- eisernes Kruzifix mit Sandsteinsockel, errichtet 1887.